# Ruban de Möbius
Pour les articles homonymes, voir Moebius.

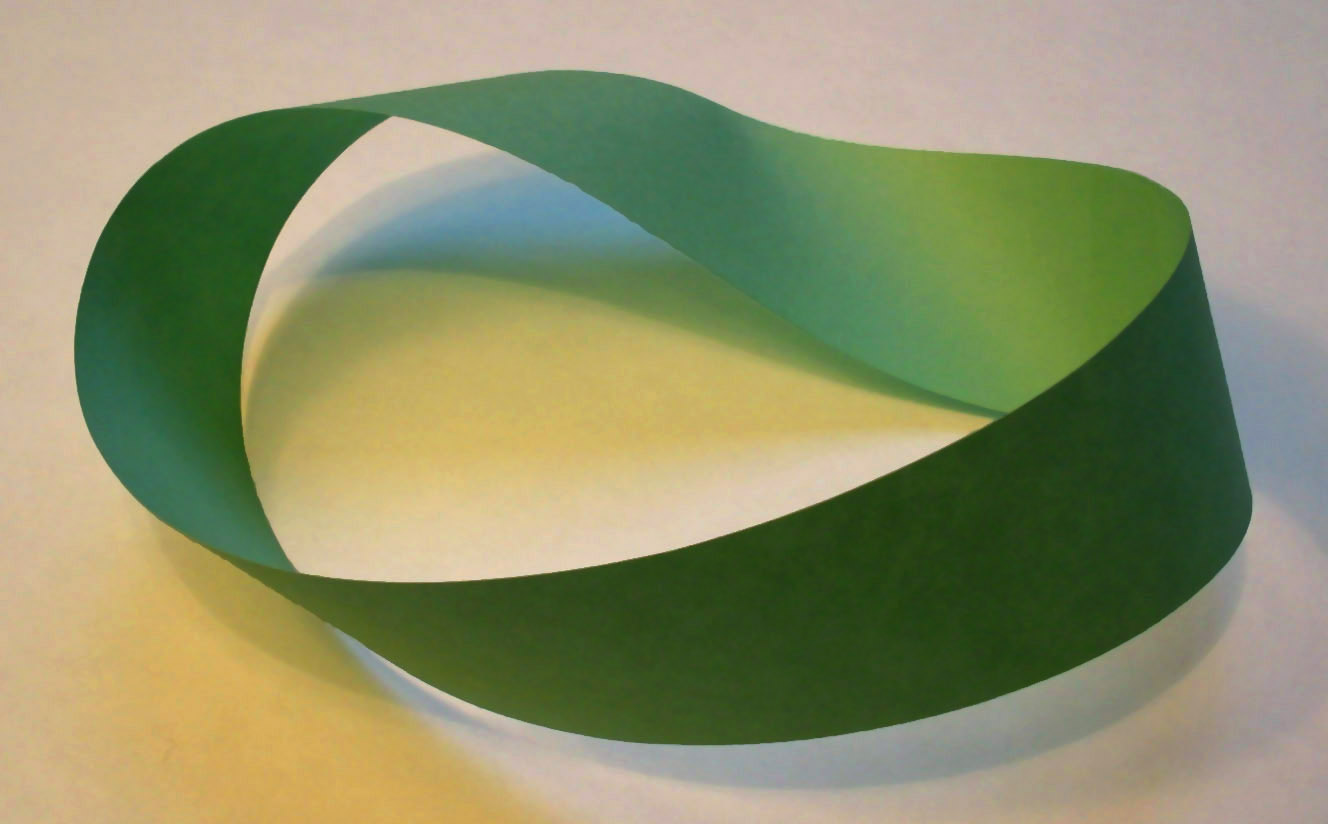
Réalisation à partir d'une bande de papier.

En topologie, le ruban de Möbius ou de Mœbius (aussi appelé bande de Möbius, boucle de Möbius, anneau de Mœbius ou ceinture de Möbius) est une surface compacte dont le bord est homéomorphe à un cercle. Autrement dit, il ne possède qu'une seule face (et un seul bord) contrairement à un ruban classique qui en possède deux. La surface a la particularité d'être réglée et non orientable. Elle a été décrite indépendamment en 1858 par les mathématiciens August Ferdinand Möbius (1790-1868) et Johann Benedict Listing (1808-1882). Le nom du premier fut retenu grâce à un mémoire présenté à l'Académie des sciences à Paris.
Il est facile de visualiser la bande de Möbius dans l'espace : un modèle simple se réalise en faisant subir une torsion d'un demi-tour à une longue bande de papier, puis en collant les deux extrémités, créant un ruban sans fin n'ayant ni intérieur ni extérieur.

## Définition par torsion d'une bande dans l'espace

Plan de montage du ruban de Möbius
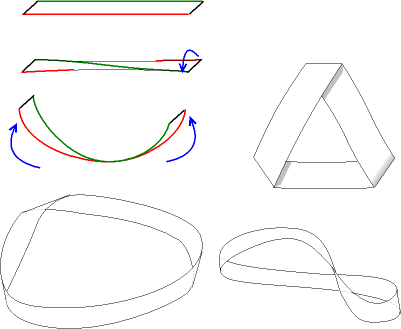
Confection du ruban.
Schématisation du montage : recoller les deux flèches en respectant le sens.

### Ruban de Möbius classique
Le ruban de Möbius peut être engendré par un segment pivotant dont le centre décrit un cercle fixe. Un paramétrage correspondant est 
{\displaystyle {\begin{cases}x=(1+{\frac {t}{2}}\cos {\frac {v}{2}})\cos v\\y=(1+{\frac {t}{2}}\cos {\frac {v}{2}})\sin v\\z={\frac {t}{2}}\sin {\frac {v}{2}}\end{cases}}\qquad {\begin{matrix}-1\leq t\leq 1\\0<v\leq 2\pi \end{matrix}}}

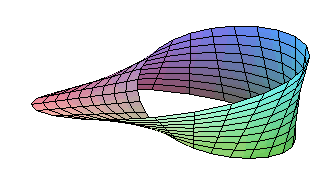
Ruban de Möbius.

ou l'ensemble des solutions de l'équation suivante :
{\displaystyle x^{2}y+yz^{2}+y^{3}-y-2xz-2x^{2}z-2y^{2}z=0.}
Les courbes v = v0, t variant seul, sont bien des segments, reliant à vitesse uniforme le point v = v0, t = –1 et le point v = v0, t = 1. Ce segment est donc de longueur 2.
La courbe t = 0 est un cercle de diamètre 2 dans le plan horizontal ; elle représente la trajectoire du centre des segments. L'angle que fait le segment avec la direction horizontale est v0. Lorsque le centre a fait un tour complet sur le cercle horizontal (ajout de π à la variable v), le segment a fait un demi-tour seulement. Ce qui provoque le raccordement par exemple du point t = 1, v = π avec t = –1, v = 0.
Le bord du ruban est donné par la courbe t = 1 ou t = –1. Mais c'est la même courbe : le bord du ruban de Möbius est en un seul morceau (connexe).
On peut également voir l'animation ci-dessus en vision stéréoscopique :
- Animation stéréoscopique croisée :
- Animation stéréoscopique parallèle du même ruban :

### Autres figures obtenues par torsion
Des variantes du ruban classique peuvent s'obtenir en faisant subir à la bande de papier un nombre impair de demi-tours de sens direct ou rétrograde. Il suffit d'ajuster le paramétrage précédent :
{\displaystyle {\begin{cases}x=(2+t\cos kv)\cos 2v\\y=(2+t\cos kv)\sin 2v\\z=t\sin kv\end{cases}}\qquad {\begin{matrix}-1\leq t\leq 1\\0<v\leq \pi \end{matrix}}}
avec k entier relatif impair.

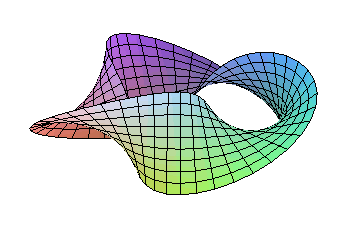
Variante du ruban de Möbius.

Les figures obtenues pour k et –k sont énantiomorphes, c'est-à-dire des images miroirs (mais non superposables) l'une de l'autre.
Si l'on accepte des valeurs paires de k on obtient des rubans à deux faces, plus ou moins entortillés.
Comparaison des différents rubans
On peut s'intéresser à la courbe formant le bord de ces rubans. Elle a un entortillement différent pour chaque valeur de k. L'entortillement se calcule par exemple en projection (vue de dessus), en comptant le nombre de fois où la courbe passe au-dessus d'elle-même. On ne peut déformer continûment (c'est-à-dire par homotopie) un type de ruban en un autre dans l'espace de dimension 3.
Pourtant les différents rubans sont homéomorphes au ruban de Möbius classique, c'est-à-dire qu'il n'y a pas de différence intrinsèque entre eux. Celle-ci est liée à la façon dont ils sont plongés dans l'espace de dimension 3.
Le ruban de Möbius à un demi-tour peut également être vu comme une partie de la surface de Möbius.

### Objets dérivés

Animation d'un ruban de Möbius découpé par la moitié de sa largeur, qui donne un seul anneau plus grand.

Animation d'un ruban de Möbius découpé au tiers de sa largeur, qui donne le même type d'anneau, enchaîné à un plus grand.

Si on colle deux rubans de Möbius le long de leur bord, on obtient une bouteille de Klein. Cela ne peut se réaliser qu'en déchirant le ruban (ou en utilisant la quatrième dimension), car la bouteille de Klein ne se plonge pas dans l'espace usuel.
Si on colle un disque à un ruban de Möbius le long de leur bord commun, on obtient un plan projectif réel ; là encore, il n'est pas possible d'y parvenir physiquement sans déchirer le ruban.
Si on tente de le découper en trois, c'est-à-dire en suivant un axe à un tiers de largeur d'un des bords, on obtient deux rubans entrelacés : un ruban de Möbius d'un tiers de largeur, correspondant au milieu du ruban initial, et un ruban à deux faces d'un tiers de largeur, correspondant au bord du ruban initial, de longueur double et vrillé d'un tour complet.
On a vu que si on découpe un ruban de Möbius le long de son axe médian, on obtient un ruban à deux faces, vrillé et de longueur double. Si on recoupe ce ruban dans le sens de la longueur, on obtient deux anneaux distincts, vrillés et entrelacés.
Enfin, si l'on part d'un ruban de Möbius obtenu par trois demi-tours avant recollement (comme celui du logo ci-dessous), et qu'on le découpe le long de l'axe médian, on obtient un ruban unique, mais noué (en nœud de trèfle).

## Choix de longueur du ruban
Le ruban de Möbius peut se réaliser avec un ruban flexible d'une feuille de papier à 70 g/m2 par exemple. Pour obtenir un ruban sans pliage brusque, il faut que, pour une largeur de ruban égale à 1, la longueur soit supérieure à 1,732 - soit la racine carrée de 3. Il est possible d'aller vers plus petit en longueur jusqu'à faire se rejoindre, avec un renversement hélicoïdal, les côtés opposés d'un carré, mais les pliages seront brusques.

## Utilité du ruban
Bien que le ruban de Möbius puisse n'apparaître que comme une curiosité mathématique ou une construction artistique, cette disposition était souvent utilisée dans le monde industriel du XIXe siècle lorsque les machines fonctionnaient à partir de courroies. Les courroies étaient croisées à la jonction afin d'user les « deux côtés » de la courroie en même temps. En fait, la description du ruban de Möbius fera apparaître que la courroie n'avait qu'un seul côté.

## Définition par identification abstraite
La construction ci-dessus (par recollement d'une bande après torsion d'un demi-tour) se formalise en disant que le ruban de Möbius est le mapping torus de l'homéomorphisme [–1, 1] → [–1, 1], x ↦ –x, c'est-à-dire l'espace produit [–1, 1]×[0, 1] quotienté par la relation d'équivalence (x, 1) ∼ (–x, 0). On obtient ainsi un fibré de fibre [–1, 1] sur le cercle S1.
Par comparaison, le ruban « normal » (tronc de cylindre) correspond à l'homéomorphisme identité de [–1, 1] donc au fibré trivial, le produit [–1, 1]×S1.
Cela permet de voir mathématiquement ce qui se passe quand on découpe le ruban : si p : [–1, 1]×[0, 1] → ([–1, 1]×[0, 1])/∼ désigne l'application de passage au quotient, p({0}×[0, 1]) est un cercle dont le complémentaire est connexe.
On peut aussi réaliser le ruban de Möbius comme le complémentaire d'un disque ouvert dans le plan projectif réel.

## Représentations artistiques
Le ruban de Möbius apparaît dans de très nombreuses productions artistiques.

### Logo

Le logo des matériaux recyclables depuis 1970 rappelle le ruban de Möbius.

- Une version schématisée du ruban de Möbius est utilisée comme symbole du recyclage depuis le premier Jour de la Terre en 1970. La boucle de Möbius indique qu'un produit peut être recyclé, ou qu'il a été fabriqué à partir de matériaux recyclés[3]. Il s'agit en fait d'un ruban à trois demi-tours.
- Une version du ruban de Möbius est utilisée comme logo pour Visual Studio, l'outil de développement informatique de Microsoft[4].
- Il est également devenu le logo de Google Drive, le service de stockage de données en ligne de Google.
- Il est aussi le symbole du groupe de K-pop Infinite.
- Le logo du Léman Express, le réseau express régional de la région franco-valdo-genevoise, a pour logo ce ruban, qui représente ici le lac Léman.
- Le logo de la marque automobile Renault s'inspire d'un ruban de Möbius.

### Films et séries
- Moebius, film de science fiction argentin de Gustavo Mosquera R., sorti en 1996.
- Thru the Moebius Strip, film entièrement numérique de 80 minutes réalisé par Frank Foster à Global Digital Productions (Hong Kong)[5]. Le film est sorti aux États-Unis en 2005.
- Le ruban de Möbius a aussi été utilisé dans l'épisode Le fauteuil de l'oubli du dessin animé Ulysse 31 où les enfants du protagoniste se retrouvaient condamnés à une marche sans fin sur le ruban.
- Moebius est également le nom du double épisode final de la saison 8 de Stargate SG-1.
- Lost Highway de David Lynch est souvent comparé à un ruban de Möbius. Au début de l'intrigue, Fred Madison, de l'intérieur de sa maison, reçoit un appel par interphone. Et à la fin, c'est lui-même, qui de l'extérieur de la maison, parle dans l'interphone, idem pour Timecrimes.
- Dans la série Awake, l'esprit du détective Michael Britten est considéré comme un ruban de Möbius par l'un des psychanalystes.
- En 2013, un film d'espionnage réalisé par Eric Rochant, avec Jean Dujardin et Cécile de France, a pour titre Möbius.
- Dans un épisode de Futurama, DrFarnsworth fait une course contre Leela sur une piste en forme de ruban de Möbius.
- Dans le 22e opus de l'univers cinématographique Marvel, Avengers: Endgame, qui s'attaque à la problématique du voyage dans le temps. Ayant compris que ce dernier se comporte comme une boucle, Tony Stark utilise le ruban de Moebius comme figure mathématique pour résoudre le problème de l'exploration temporelle.
- Dans le 21e épisode de Sakura, Chasseuse de Cartes, on y voit la Carte de "The Loop" représentée par un ruban de Möbius qui lui permet de modifier l'espace voulu en un circuit fermé et infini.

- Dans JoJo's Bizarre Adventure à la partie 6, Jolyne Kujo, l'héroïne de la partie, utilise Stone Free, son stand, pour fabriquer un ruban de Möbius afin de se protéger de l'inversion de gravité de Enrico Pucci et son stand, C-moon.
- Dans la série Loki, l'agent Mobius porte le nom de ce ruban.

### Jeux vidéo
- « Mobius 1 » est le nom de code (codename) du pilote contrôlé dans le jeu Ace Combat 4: Distant Thunder. Son insigne personnel est un ruban de Möbius.
- « Mobius Ring » est une course des jeux F-Zero AX et F-Zero GX sortis en Arcade et sur Gamecube.
- « Möbius maze » est l'un des huit lieux cachés dans le jeu de rôle Light of Oblivion sorti sur PlayStation et PC [réf. nécessaire].
- « Möbius » était ce que beaucoup pensaient être le nom du monde de Sonic en Europe et aux États-Unis avant la sortie du jeu Sonic Adventure en 1999. Il s'agissait en réalité d'une erreur de traduction lors d'une interview de Yuji Naka (cocréateur de Sonic) qui parlait justement d'un motif du décor en spirale, qu'il qualifiait de « ruban de Möbius[6] ». L'erreur fut si bien reprise qu'on retrouvera le nom de Möbius désignant la planète où vit Sonic dans les comics d'Archie.
- Dans Sonic Riders: Zero Gravity, la course finale a la forme d'un ruban de Möbius et porte d'ailleurs son nom anglais, Mobius Strip.
- Dans S.T.A.L.K.E.R.: Clear Sky sur PC, le héros fait allusion au ruban de Möbius pour illustrer l'effet d'une « bulle anormale » qui ramène inlassablement ceux qui y entrent à leur point de départ.
- Dans StarCraft 2, on trouve la « Fondation Möbius », un mystérieux groupe à la recherche d'artefacts Protoss.
- Dans la série Legacy of Kain, Moëbius est le gardien du temps.
- Dans Mario Kart 8 sur Wii U, la piste du Circuit Mario a la forme d'un ruban de Möbius, de même que le "8" dans le logo du jeu.
- Dans Makoto Mobius, le personnage principal utilise un ruban de Möbius pour retourner dans le temps[réf. nécessaire].
- Dans Xenoblade Chronicles 3, les Mœbius sont les ennemis principaux du jeu.

### Jeux de cartes à collectionner
- Dans Magic : L'Assemblée, il existe une carte nommée « Ruban de Boesium » (anagramme de Moebius) qui permet de réutiliser certains sorts du cimetière. Son illustration représente un ruban métallique à une face.

### Romans
- Dans 2010 : Odyssée deux, l'aberration de comportement de l'ordinateur HAL 9000 est désignée comme une « boucle de Hofstadter-Möbius ».
- Dans Hyperion de Dan Simmons, le Cube de Möbius renferme l'énergie produite par les ergs.
- Dans L'Anneau de Moebius, 2008, de Franck Thilliez, l'anneau est en réalité le schéma de l'histoire... (Il faut le lire pour comprendre.)
- Dans Anges et démons, de Dan Brown, au paragraphe 31.
- Dans la série Necroscope, de Brian Lumley, Harry Keogh, le héros, visualise fréquemment le ruban de Möbius afin d'ouvrir une porte pour naviguer dans l'espace-temps.
- Dans Piège sur Zarkass, 1958, de Stéfan Wul, l'auteur base l'accès au sub-espace par le truchement de trois bandes de Möbius imbriquées ensemble.
- Dans Cités de mémoire, 2002, d'Hervé Le Tellier, la ville de Suibeom[7] (palindrome de « Moebius ») semble avoir la structure d'un ruban de Möbius.

### Sculptures et graphismes
- Max Bill a sculpté plusieurs rubans de Möbius, dont un en particulier est exposé au Musée de sculpture en plein air de Middelheim, dans le parc du même nom à Anvers en Belgique. On peut également voir l'un de ses Endless Ring en granite au Centre Pompidou à Paris.
- Wim Delvoye, artiste contemporain belge, a exposé au musée du Louvre une suite de crucifix métalliques torsadés dans les appartements de Napoléon III.
- Maurits Cornelis Escher, graveur et dessinateur néerlandais (1898-1972), a fait de nombreuses études sur le ruban de Möbius.
- Pour les vingt ans du label discographique Warp Records, une série d'images présentant des rubans de Möbius fut créée par Studio YES avec le photographe Dan Holdsworth. Certaines d'entre elles furent utilisées comme illustration pour des compilations.
- Alice Pilastre a créé une œuvre appelée Mobius Gymnopedy[8], consistant en une boîte à musique dans laquelle le ruban métallique qui porte la partition a une forme de ruban de Mobius. Ce ruban contient les premières notes de la première des Gymnopédies d'Erik Satie. Quand on fait défiler la bande, on entend ces notes, puis les mêmes avec une inversion de hauteur.
- Un énorme anneau de Möbius est représenté sous forme de sculpture à Lille, dans le quartier de Wazemmes. Cette sculpture, créée par Marco Slinckaert occupe le centre d'un rond-point en face de la CPAM. Elle est aussi appelée serpent par sa grande ressemblance. Une autre sculpture se situe à l'université de Rennes I, sur le campus de Beaulieu.
- Keizo Ushio sculpte des rubans de Möbius découpés le long de leur ligne médiane[9].
- Ellen Heck, artiste graveur, utilise le motif du ruban de Möbius dans sa série Fascinators : portraits de jeunes filles coiffées du ruban de Möbius, manifestant des questionnements abstraits, liés à la féminité.
- Le dessinateur Jean Giraud, alias Mœbius, a tiré son pseudonyme dudit ruban

## Chez Lacan
Dans le vocabulaire de Jacques Lacan : « 1962/63 - L'angoisse - 09/01/63 - Qu'est-ce qui fait qu'une image spéculaire est distincte de ce qu'elle représente ? c'est que la droite devient la gauche et inversement. - Une surface à une seule face ne peut pas être retournée. - Ainsi une bande de Mœbius, si vous en retournez une sur elle-même, elle sera toujours identique à elle-même. C'est ce que j'appelle n'avoir pas d'image spéculaire. »
D'un point de vue mathématique, l'affirmation précédente de Lacan est erronée : on a vu dans les sections précédentes que l'image miroir d'un ruban de Möbius correspond à un retournement (avant collage) d'un demi-tour dans l'autre direction, et donc n'est pas identique au ruban initial (plus généralement, si l'image miroir d'une figure peut être superposée à celle-ci par un déplacement, c'est que la figure possède un plan de symétrie).

## Chez Patrick Tort
Dans l'épistémologie de Patrick Tort, la métaphore topologique du ruban de Möbius illustre ce qu'il nomme l'effet réversif de l'évolution chez Darwin : la sélection naturelle, née de la lutte pour l'existence, sélectionne les instincts sociaux, dont le développement en « civilisation » s'oppose de plus en plus à la lutte pour l'existence, donc aux premières conséquences de la sélection naturelle.
L'image du ruban de Möbius permet de comprendre l'opération réversive. Composé d'une bande (deux faces) refermée après torsion d'un demi-tour, il ne comporte plus désormais qu'une seule face et qu'un seul bord. Si l'on nomme « nature » et « civilisation » les deux faces initialement opposées, on constate que l'on passe, à mi-chemin, de l'une à l'autre sans saut ni rupture (il ne saurait y en avoir au sein de la continuité « généalogique » qui demeure ici fondamentale). Le continuisme darwinien en anthropologie n'est pas simple, mais réversif. Le mouvement nature → culture ne produit pas de rupture, mais impose toutefois l'évidence sensible d'un « effet de rupture », car on est progressivement passé « de l'autre côté ».